# Eastern District (Hongkong)
Eastern District (chinesisch 東區 / 东区, Pinyin Dōng Qū, Jyutping Dung1 Keoi1) ist ein Verwaltungsgebiet Hongkongs im Nordosten von Hong Kong Island. Er erstreckt sich vom Victoria Park an der Causeway Bay bis Cape Collinson in Siu Sai Wan. Eastern ist nach Sha Tin der Distrikt mit der zweitgrößten Einwohnerzahl. Es leben 588.000 Einwohner auf einer Fläche von 18,73 km².
Die städtebauliche Entwicklung erfolgte entlang der Küste von West nach Ost. Das neueste Wohngebiet befindet sich daher in Siu Sai Wan am östlichen Ende, dessen Aufbau mit Landgewinnung im Jahr 1985 begann. Neben einigen dichtbesiedelten Gebieten gehören zum Eastern District auch unbewohnte, hügelige Gebiete im Landinneren. Dazu gehört Mount Parker, der zweithöchste Berg auf Hong Kong Island, sowie Mount Butler und Pottinger Peak.
Bei Shau Kei Wan befindet sich Lei Yue Mun, die schmalste Meerenge im Victoria Harbour. In Quarry Bay befindet sich der Wolkenkratzer One Island East.

## Orte
- Victoria Park
- North Point (Hongkong)
- Quarry Bay
- Shau Kei Wan
- Chai Wan
- Siu Sai Wan

## Verkehr
Die King's Road sowie deren Fortführungen Shau Kei Wan Road und Chai Wan Road führen als Hauptstraße durch Eastern. Bis Shau Kei Wan verkehrt auf dieser Straße auch die Hong Kong Tramways. Weitgehend parallel dazu verläuft die Stadtautobahn Route 4 an der Küste. In Quarry Bay gibt es eine Anschlussstelle zur Route 2, die im Tunnel Eastern Harbour Crossing unter dem Victoria Harbour bis nach Kwun Tong führt.
Die Mass Transit Railway betreibt die U-Bahn-Linie Island Line, die aus dem Wan Chai District kommend bis Chai Wan fährt. An den Stationen North Point und Quarry Bay gibt es Umsteigemöglichkeiten in die Tseung Kwan O Line, die ebenfalls durch den Eastern-Harbour-Crossing fährt.
In North Point am North Point Ferry Pier gibt es Fährverbindungen in Richtung Kowloon-Halbinsel nach Hung Hom, Kowloon City und Kwun Tong (Kai Tak Cruise Terminal).